# Муганские события
Муганские события — противостояние между белыми, большевистскими и азербайджанскими национальными силами в Мугани в 1918—1919 годах в годы Гражданской войны в России.
После Октябрьской революции и последовавшего распада Кавказского фронта в Мугани, плодородной области на юге нынешней Азербайджанской Республики, установилось безвластие. Этническая напряжённость между местным населением и русскими, осевшими в этом регионе в период Российской империи, вылилась в боевые действия. На помощь русским поселенцам, известным как муганцы, пришли также многие офицеры-пограничники, отказавшиеся покидать регион.
Период этнических столкновений завершился лишь после установления советской власти частями Бакинской коммуны в апреле 1918 года; были предприняты попытки примирения. Советская власть, однако, продержалась недолго, и после падения Бакинской коммуны на Мугани на несколько месяцев установилось правительство, ориентированное на белые силы России. Тем не менее, ситуация в регионе оставалась на грани анархии, авторитет правительства был слабым и в апреле 1919 года в регионе вновь установилась советская власть в лице Муганской советской республики (МСР).
Неприятие офицерами царской армии новой власти и арест одного из лидеров предыдущих правительств полковника Ильяшевича привели к войне между белыми и красными в Мугани. Одновременно началось масштабное восстание азербайджанцев и талышей, направленное против МСР; на помощь последним пришли регулярные части Азербайджана. Теснимые со всех сторон большевики в июле 1919 года эвакуировались. После их ухода на Мугани ненадолго образовалось белое правительство, но затем контроль над регионом удалось установить азербайджанским силам.

## Историография
Как пишут историки О. М. Морозова и Т. Ф. Ермоленко, данный исторический эпизод редко привлекает внимание учёных — чаще события используются в политических интересах, связанных с современными этническими конфликтами. Малое количество сохранившихся документальных свидетельств способствует искажению событий и необоснованным трактовкам. В третьем томе советского издания «История Азербайджана» (1963) хронология событий не была установлена, оценки политических сил носили идеологический характер. Если для современных исследователей Белого движения (В. Е. Шамбаров) муганские события — пример народного антибольшевистского сопротивления, то азербайджанские авторы трактуют их как направленные против территориального единства Азербайджана. В монографии «Хаос и этнос. Этнические конфликты в России, 1917—1918 гг.: условия возникновения, хроника, комментарии, анализ» (2011) российский историк В. П. Булдаков продемонстрировал значение этнических конфликтов в эскалации насилия и реконструировал хронологию основных событий на основе бакинских газет и воспоминаний штабс-капитана В. А. Добрынина.

## Предыстория

### Мугань до русской революции

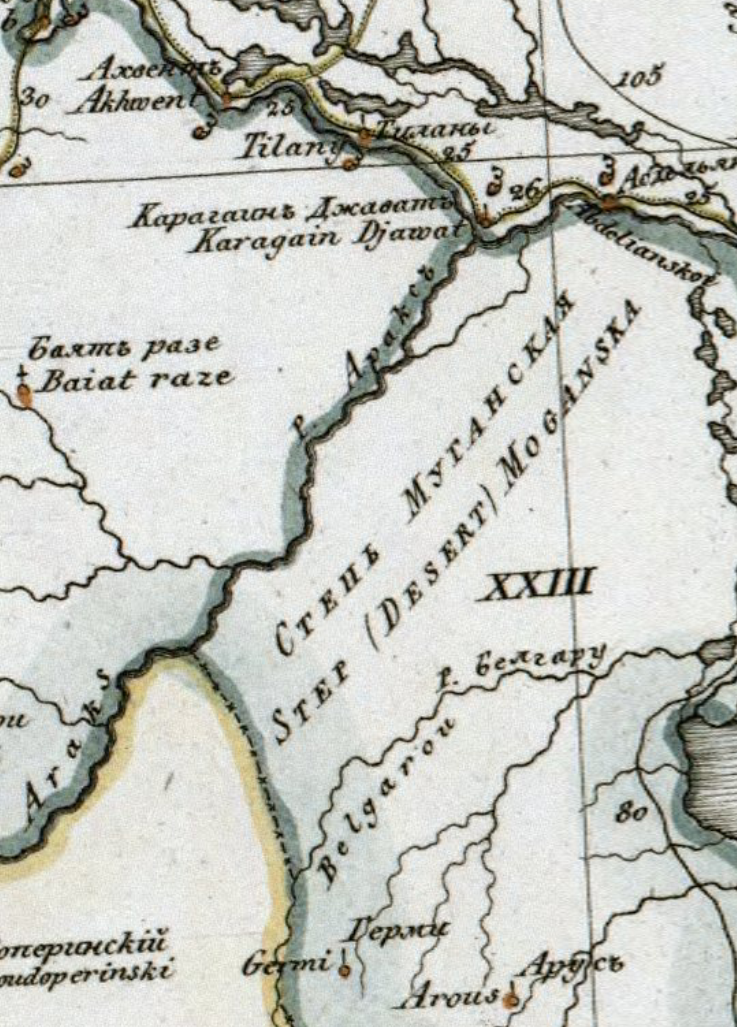
Муганская степь между нижним течением Куры и Аракса

Муганская степь расположена между нижним течением Куры и Аракса и предгорьями Талышских гор. В дореволюционный период она занимала большую часть Ленкоранского и часть Джеватского уездов Бакинской губернии.
Коренное население региона было представлено азербайджанцами (нередко именуемые в источниках тюрками или татарами) и талышами, среди которых всё ещё сохранялись племенные различия. Азербайджанцы делились на оседлых и кочевых (шахсевены). По мнению российского историка Ольги Морозовой, местные шииты ориентировались на Персию, а мусульмане суннитского толка — на турецкого султана.
Мугань была одним из мест, на которые распространилась переселенческая политика Российской империи. После того, как по условиям Гюлистанского мирного договора регион был присоединён к России, многие кочевые и оседлые роды из его северной части ушли в Османскую империю. На их место пришли армяне, немцы, греки. Русские сектанты — молокане и субботники — переселялись на зимние пастбища шахсевенов, зачисленные в казённый фонд. Расположеные на Мугани сёла Привольное и Пришиб были в числе первых русских сёл, появившихся в Закавказье в 1830-х годах.
Переселение русских на Мугань достигло пика во времена правления Николая II, когда на Мугани появилось, по разным данным, от 48 до 55 русских поселений, среди которых были селения малороссов, субботников, духоборцев, старообрядцев и другие. Русские также жили в городе Ленкорань — центре Ленкоранского уезда. Документы 1913 года показывают, что из 150-тысячного русского населения на Кавказе 20 тысяч жили на Мугани. Именно русское население Мугани в русскоязычных источниках называют муганцами.
Советский писатель и функционер Б. Талыблы писал, что разделению населения региона на конфликтующие группы способствовали религиозные и племенные различия, а также миграционные процессы (переселение и перемещения кочевников). Согласно Талыблы, сектанты, бывшие в России изгоями, стали здесь патронируемым властью элементом — опека над русскими переселенцами, по его мнению, приводила к конфликтам с коренным населением. О. М. Морозова и Т. Ф. Ермоленко, указывая на определённую тенденциозность Талыблы в последнем вопросе, утверждают, что царское правительство, хотя и было заинтересовано в русификации Мугани, пыталось учитывать интересы всех жителей региона. Тем не менее, как полагают Морозова и Ермоленко, в силу неудачной работы местных органов власти, непродуманности конкретных мер население было недовольно царской политикой.
| Азербайджанский | 84 725 | 64.68 % |
| Талышский       | 34 991 | 26.71 % |
| Русский         | 9 728  | 7.43 %  |
| Остальные       | 1543   | 1.18 %  |

Земли, по которым мигрировали шахсевены, кочевая субэтническая группа азербайджанцев, ещё за 90 лет до Гражданской войны в России были разделены по Туркменчайскому договору, которым завершилась Русско-персидская война 1826—1828 годов. В результате зимние пастбища шахсевенов оказались на территории Ирана, а летние — на территории Российской империи. С 1830 года иранское правительство оплачивало проход шахсевенов на российскую территорию, однако их частые набеги на богатеющие переселенческие сёла привели в 1884 году к запрету на пересечение границы. Тем не менее шахсевены не признали границы и продолжили кочевать по традиционным миграционным маршрутам, иногда нападая на оседлые русские и азербайджанские сёла. По мнению О. М. Морозовой, похожая ситуация была в Карабахе и Казахском уезде, где нахождение армянских сёл на маршрутах кочевников в также приводило к конфликтам. Кроме того, в Закавказье крепостное право было отменено только в 1912 году, процедуры выкупа и размежевания не были проведены. Как указывает О. М. Морозова, после Февральской революции национально-религиозные и социальные противоречия обострились.

### Политическая обстановка в Закавказье к началу Муганских событий
Вскоре после Октябрьской революции Закавказье погрузилось в политический кризис, напрямую затронувший Мугань. Русский офицер-пограничник Добрынин, участник Муганских событий, так описывал ситуацию:

В середине января 1918 года я получил приказание сняться с границы и отходить в Ленкорань, где расформировывались наши части. Оказалось, что наш полк уже демобилизован и большинство разъехались по домам. Кавказский фронт окончательно развалился. В Тифлисе образовалось какое-то правительство под названием сейма. В Елизаветпольской губернии татары захватили власть в свои руки и усиленно занялись самоопределением. Части, возвращающиеся с фронта, ими разоружаются и раздеваются наголо. В Баку большевики конкурируют с мусоватом (татарская национальная партия), кто возьмет верх — пока неизвестно. В Дагестане, Чечне и на Северном Кавказе — грабежи и восстания. Что творится в России, никто не знает, так как мы от неё совершенно отрезаны.
В феврале 1918 года османская армия начала крупномасштабное наступление на Кавказском фронте, заняв оккупированную русскими в ходе войны Восточную Анатолию, а затем нацелившись на Баку.

## Хронология Муганских событий
Реконструкция хронологии военно-политических событий затруднена, историки вынуждены использовать воспоминания участников событий — ценным источником являются написанные в эмиграции мемуары В. А. Добрынина, которые эмоционально окрашены, однако содержат точные сведения о личном составе, датах, географических названиях и т. д. Воспоминания участников отрядов МСР представляют точку зрения противоположной стороны и помогают понять происходившие в их лагере события.

### Война между русскими и азербайджанскими жителями (январь—март 1918 г.)
По воспоминаниям уроженца Мугани Г. А. Мамедова, кризис власти начался в июле 1917 года и к осени регион погрузился в анархию. В условиях безвластия повсеместными стали кражи, угоны, нападения, убийства. К концу 1917 года многие кочевые роды (первыми были т. н. «аларцы») перешли границу, получив всю полноту власти на той или иной территории. Как пишет О. М. Морозова, кочевники из Персии рассчитывали воспользоваться незащищённостью крестьян, чтобы собрать лёгкую дань.
После ликвидации Кавказского фронта зимой 1917—1918 годов в Мугани начались межэтнические столкновения. В регионе скопилось большое количество оружия, его продавали русские солдаты, покидавшие русско-иранскую границу и Энзели. Рост националистических настроений отразился на выборах в местное учредительное собрание, куда вошли представители прежней феодальной власти и несколько ханов.  Началась консолидация населения вокруг лидеров: с одной стороны объединение шло вокруг русских офицеров, с другой — мусульмане объединялись вокруг беков и мулл. Начались кровавые столкновения, которые сопровождались массовыми зверствами и этническими чистками с обеих сторон.
После развала российской армии местное русское население стало брать заботу о безопасности на себя — так появилось несколько «параллельных рот» во главе с офицерами-пограничниками: в селе Привольном под начальством полковника Ильяшевича, в Ленкорани под начальством полковника фон дер Остен-Сакена (части 29-й Бакинской пограничной бригады) и прочие.
Первым следствием столкновений между азербайджанскими и русскими жителями региона было уничтожение и разорение кочевниками-шахсевенами практически всех русских сёл в Северной Мугани. Однако русские сёла Южной Мугани были готовы к обороне. По свидетельству Добрынина, в марте 1918 года «татары» большими силами атаковали русские села. Первой нападению подверглась Григорьевка, население которой бежало в Покровку. В разграблении села участвовали местные мусульмане, к которым примкнули, по словам Добрынина, «разбойники из горных аулов». Отряд из нескольких офицеров-пограничников под командованием 19-летнего поручика Бориса Хошева отступил в село Билясувар, которое находилось на русско-иранской границе и примыкало к разрушенной Северной Мугани. Хошев, по воспоминаниям Добрынина, сумел остановить панику и организовать оборону села. Он «поставил под ружье» всё русское население, сформировав ополчение из крестьян, и даже убедил часть «местных джигитов» присоединиться к борьбе против «закордонных персов». После длительной обороны села нападавшие потерпели поражение. Примерно в то же время (март) отряд полковника Ильяшевича контролировал границу на участке южнее, ведя успешную оборону села Николаевка. После прибытия подкрепления из Баку нападавшие были разбиты, и Ильяшевич провёл ответный рейд против мусульманских сёл — по описанию Добрынина, «запылали богатые татарские аулы». Как пишет О. М. Морозова, десятки сёл были фактически стёрты с лица земли; Ильяшевич игнорировал тот факт, что набеги проводились в основном шахсевенами, а местные беки были замечены лишь в том, что посылали людей с керосином и спичками для поджога полей и домов переселенцев. Тем не менее, по мнению О. М. Морозовой, Ильяшевич превратился в глазах муганских русских в спасителя. Остальные полковники на Мугани подобного авторитета не имели.
Согласно воспоминаниям Добрынина:

То, что творилось тогда на Мугани, конечно, нельзя назвать войной. Кроме нашего отряда разбивать татарские аулы самовольно поднялись целые села со своими семьями, подводами, женами и детьми. Это было ужасное, отвратительное, но стихийное явление; избиение всего живого вне зависимости от пола и возраста. Прикалывались штыками беременные женщины, разбивались прикладами детские головы, сжигались и грабились целые аулы.
Очевидцы событий, отмечает О. М. Морозова, воспринимали их как войну между русскими и мусульманами. Так, уроженец муганского села Привольное по фамилии Донской сообщал: «Первый бой был такой, что жгли тюркские аулы, и вообще на национальной почве. […] Здесь развилось сильное мародерство, жгли аулы и следовательно надо было все забирать. И вот тащили все».
Погромы мусульманских сёл безопасность русских не обеспечили. В марте 1918 года отряд села Петровка был блокирован в Николаевке, а сама Петровка подверглась нападению со стороны мусульманского села Ассады. По сведениям Добрынина, в начале апреля со стороны Муганской степи село Слепцовка неожиданно атаковали около пяти сотен «араксинских шахсеван». Нападавшие были разбиты отрядом Хошева, их потери составили до 150 человек, было расстреляно 40 пленных. Месяцем позже Ильяшевич по предложению Хошева совершил налет на село Бабашкент, считавшийся плацдармом «шахсеванских разбойников». Бабашкент был взят.
К наступлению Пасхи война окончилась в пользу русских, а новая власть, установившаяся в Ленкорани, начала кампанию по примирению сторон.

### Мугань на фоне событий в Баку (март—август 1918 г.)
Пока на остальной Мугани шла этническая война, в Ленкорани события шли своим чередом.
В начале марта в порту Ленкорани азербайджанцы под командой Шахтахтинского разграбили пароход «Милютин», возвращавшийся из Ирана с большим количеством оружия и боеприпасов. Затем «параллельную роту» фон дер Остен-Сакена разоружил азербайджанский отряд из Дикой дивизии во главе с Мамедом Тагиевым, сыном фабриканта Гаджи Зейналабдина Тагиева. В результате в марте 1918 года Ленкорань на некоторое время стала оплотом Мусавата. Эпизод с пароходом, согласно большинству источников, способствовал эскалации вооруженного конфликта, положение русских жителей осложнилось. Отряд под командованием Тагиева осадил село Калиновка, но был разбит Ильяшевичем.
Находившиеся в городе части Дикой дивизии сыграли важную роль в Мартовских событиях в Баку, куда они прибыли в конце марта, по некоторым данным, для похорон Мамеда Тагиева, погибшего в Ленкорани.
Мартовские события, закончившиеся резнёй азербайджанского населения, привели к установлению советской власти в Баку, а затем и по всей Бакинской губернии. В Ленкорани советская власть была установлена 14 апреля прибывшим на пароходе «Александр Жандр» отрядом Баксовета во главе с Григорием Арустамовым. Мусаватистский нацсовет Ленкорани сложил полномочия. Отряд Арустамова также помог патронами сражающемуся в это время с азербайджанцами в районе Николаевки отряду Ильяшевича, который в них особо нуждался.
На съезде был избран Муганский исполком, называвшийся сначала Временным комитетом Мугани, а также Муганским ревкомом. В этом первом органе советской власти на Мугани доминировали и правые, и левые эсеры, а единственным большевиком в исполкоме был С. Б. Саратиков. При этом Гайк Арустамов — участник Муганских событий и советский мемуарист — в ответ на утверждение об эсеровском характере советской власти указывал, что «тогда все кому не лень называли себя эсерами, но никакой организации и комитета у них не было».
Советская власть оказалась прочной лишь в Ленкорани. Как указывает Морозова, в отрядах Баксовета некоторую часть составляли армяне-дашнаки, которые вели себя агрессивно по отношению к мусульманскому населению. Это привело к столкновениям в Сальянах и последующей эвакуации большевиков на пароходе «Надежда». В сёлах Гашимханлы и Араб-Бала-Оглан также было обстреляно судно, которое, свистками собрав команду и бойцов отряда, отчалило от берега, отвечая на выстрелы орудийным огнем.
Восстановить доверие к советской власти среди мусульман взялся бакинский комиссар Исрафилбеков (Кадырли). При его поддержке параллельно с русским Муганским исполкомом в мае в Мугани возник мусульманский исполком с теми же полномочиями. Исполком возглавил мулла, а вошли в него представители духовенства и буржуазии, но командированный Баксоветом комиссар Азимзаде и гумметисты находили с ними общий язык. В целом, по оценке Морозовой, мусульманское население плохо понимало, что из себя представляет советская власть, но пыталось с ней ужиться. Так, ханша Талышинская объявила, что она готова признать советскую власть, если ей разрешат брать налоги с крестьян.
Тем не менее центральный контроль за событиями в Мугани оставался слабым. Среди прибывших бакинских красноармейцев было немало армян, в том числе дашнаков; азербайджанцев из числа подданных Персии, которых, по словам О. И. Морозовой, отличала высокая степень социальной агрессии; а также бежавших от Дикой дивизии русских жителей Астары и Ленкорани. Морозова пишет, что результатом этого в апреле 1918 года стало ущемление местного («татарского») населения во всех вопросах.
Недолгим оказалось и перемирие между мусульманами и русскими, которого добилась делегация во главе с Кадырли. Разные очевидцы Муганских событий видели причины возобновившейся этнической войны в жадности русских поселенцев, подрывной деятельности эсеров или борьбе за хлеб.
В целом советская власть в регионе, по оценке Морозовой, оставалась эфемерной, действия некоторых её отрядов носили откровенно грабительский характер. Так, согласно вечерам воспоминаний Института истории партии им. С. Шаумяна (Истпарт), отряд муганца Шевкунова творил бесчинства в отношении азербайджанцев, а от руки служившего в его отряде казанского татарина Семёна, отъявленного головореза, погибло много мусульман.
В конце июля — начале августа последовавший за поражениями от Кавказской исламской армии политический кризис в Баку привёл к падению Бакинской коммуны и образованию Диктатуры Центрокаспия. В Мугани в подражани Диктатуре Центрокаспия была образована «Диктатура Пяти», которую возглавили полковник Ильяшевич, эсер Сухоруков, начальник военной гидроавиационной базы на острове Сара Кропотов, большевик Саратиков и Шиманов. Из них трое — Сухоруков, Саратиков и Кропотов — уже входили в состав Муганского исполкома. Переход власти к «Диктатуре Пяти» произошёл на съезде в селе Пришиб, где сразу же обозначилось разделение на офицерскую и социалистическую фракции. На фоне взаимных обвинений произошла перепалка, в результате которого глава офицерской фракции Глинский был застрелен.
Между тем, 15 сентября Баку был взят силами наступающей Кавказской исламской армии, и Баку стал столицей Азербайджана. Диктатура Центрокаспия, а с ней и «Диктатура Пяти» прекратили своё существование.

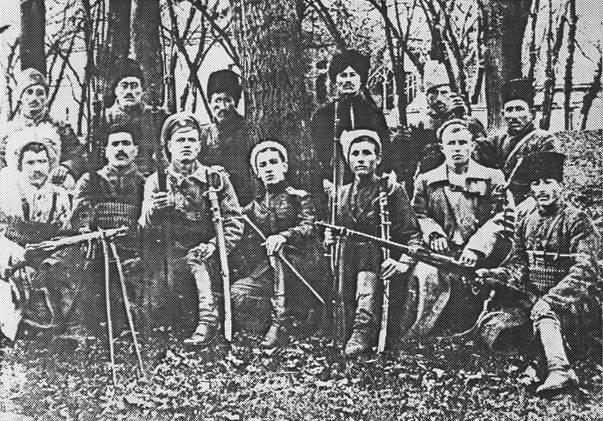
Отряд поручика Хошева (в середине), состоявший из муганских солдат и союзных азербайджанцев, конец 1918 года

### Муганская краевая управа (август 1918 г.—апрель 1919 г.)
На смену «Диктатуры Пяти» пришла Муганская краевая управа. Осенью 1918 года Ленкорань была ненадолго взята под контроль частями генерала Салимова, посланными Азербайджанской Демократической Республикой. Однако после того, как османские войска в ноябре 1918 года покинули Закавказье в соответствии с условиями Мудросского перемирия, Муганская краевая управа была при поддержке главнокомандующего войсками и флотом в Прикаспийском крае Лазаря Бичерахова восстановлена при так называемом Каспийском побережном правительстве. В управу входили те же пять диктаторов, в том числе Сухоруков, также занявший пост министра земледелия Каспийского побережного правительства. Управа ориентировалась на белые силы в регионе — сперва на Бичерахова, а после ухода турок из Закавказья и образования в Баку представительства Добрармии — на Михаила Пржевальского, командующего добровольческими войсками на Кавказе.
Генерал Пржевальский в феврале 1919 года издал приказ о роспуске муганских отрядов, и если этот приказ был встречен с одобрением, то последовавший указ о разоружении был воспринят как попытка сдачи русских Мугани вооруженному мусульманскому населению. Именно тогда наметился раскол между русским населением Мугани и кадровыми офицерами. При этом, хотя муганские офицеры с зимы 1918—1919 официально находились в подчинении Пржевальского, отношения деникинского командования были напряжёнными и с ними. Причиной стало то, что оно отменило присвоение званий отличившимся офицерам, проведённое Бичераховым. Так, Ильяшевич из генералов вновь стал полковником, а известный муганцам по обороне Билясувара Хошев из ротмистров вновь поручиком. Теперь Ильяшевич и ряд других считали, что нужно искать другие ориентиры, кроме Деникина и Колчака.
Другой инициативой деникинского командования было создание Добровольческого отряда в Ленкорани, что было возложено на участника Муганских событий 1918 года полковника Макарова. Тот, несмотря на большое количество безработных солдат, оружия и немалого количества офицеров, с этим не справился, ввиду, по его словам, «недостатка денежных средств, солдатской разнузданности, отсутствия дисциплины и неопределенности целей этих формирований».
О. И. Морозова отвергает утверждения советских мемуаристов о том, что в августе 1918 — апреле 1919 года Мугань контролировалась белогвардейскими офицерами; при этом она ссылается на факты, приводимые самими мемуаристами. Моряк Михаил Судайкин назвал в своих воспоминаниях этот режим чем-то «вроде советской власти». Присланные Баксоветом весной 1918 года отряды все ещё находились на службе у муганского правительства, а 2-й батальон, которым командовал большевик Сорокин, вовсе продолжал ходить под красным знаменем и отмечал 12 марта 1919 года вторую годовщину Февральской революции. Бывший красноармеец Осипов так описывал положение дел:

Положение тогда в Ленкорани было неопределенное, каждый выдавал себя за власть. Даже улицы так назывались: рябовская улица, здесь Акопов, тут Осипов и т. д. Каждую ночь там шла охота между этими группировками. Сегодня хотели арестовать Акопова, завтра Шевкунова и т. д. Словом, полная анархия. Ночью мы не могли выйти на улицу.
При этом за пределы Ленкорани и русских сёл Мугани власть Управы не распространялась вовсе.
Между тем, высадившиеся в Баку вскоре после Мудросского перемирия британцы заняли откровенно враждебную позицию против деникинцев в Азербайджане. Посланный Деникиным в январе 1919 года для установления контактов с британцами генерал Эрдели был холодно встречен британским военным губернатором Баку генералом Томсоном. Томсон запретил русским офицерам, проживающим в Азербайджане, организовывать военные отряды, а находящийся в стране отряд Бичерахова заставил покинуть страну. Переговоры Эрдели о судьбе Каспийского флота в феврале также оказались безрезультатны — Томсон приказал разоружить Каспийский флот, который он обвинял в симпатиях большевикам. Разоружение проводилось под прицелом английских минных катеров. Эрдели также тщетно просил британцев помочь ему восстановить российское имущество в Азербайджане. В ответ Томсон отправил Эрдели к азербайджанскому правительству, от которого тот получил отказ. Вскоре и сами структуры Добровольческой армии были фактически выдворены из Баку. Деникинский полковник Рамишевский был арестован при проезде через Баку, а два миллиона рублей, которые он вёз для муганской армии, реквизированы.
Как указывал Добрынин, с изгнанием деникинцев из Баку муганцы «оказались опять совершенно оторванными от России» и «могли ждать или высадки „красных гостей“ из Астрахани, или при помощи англичан захват Муганского края Азербайджаном».

### Образование Муганской советской республики (февраль—май 1919 г.)
На этом фоне в феврале—марте 1919 года на Мугани появился некий пробольшевистский Комитет связи, который сыграл основную роль во вторичном установлении советской власти на Мугани. Советские мемуаристы утверждали, что его деятельность носила нелегальный характер, однако историк Ольга Морозова пишет, что его поддерживали некоторые члены Управы, в том числе Сухоруков, в квартире которого, в бывшем ханском дворце, и расположился Комитет связи. Вслед за этим, в марте из Баку неожиданно прибыли три баркаса с Леваном Гогоберидзе, который привёз партийную литературу и выступал перед ленкоранскими частями, укрепляя авторитет большевиков.
Известные источники описывают порядок второго установления советской власти на Мугани по-разному. Согласно Добрынину, Комитет связи действовал как публичный орган, рассылая по селам воззвания с приглашением представителей, и власть естественным образом постепенно перешла к нему. Первое время новое правительство Мугани продолжало именоваться нейтральным названием «Комитет связи» и лишь затем возникло название «Муганская советская республика» (МСР). Накануне этого, после окончательного раскола между социалистами и штабом полковника Ильяшевича на пришибском съезде в марте, поручик Хошев принял решение арестовать комиссаров в Ленкорани и разоружить просоветски настроенные военные части. Сам Ильяшевич эту инициативу не поддержал, вступив в конфликт с поручиком. Тем не менее прибывшему в Ленкорань Хошеву удалось хитростью разоружить ленкоранские части: в ходе проводов его части местные солдаты вышли на них посмотреть, а подчинённые Хошева за это время вынесли из их казарм огнестрельное оружие. За эти действия Хошева попытался в свою очередь арестовать полковник Ермолаев. Наличие вооруженного отряда позволило Хошеву покинуть город, однако его уход привел к активизации просоветских элементов и скорому падению Управы.
С другой стороны, в издававшихся в СССР мемуарах утверждалось, что Муганская советская республика возникла в результате большевистского переворота, совершенного конным эскадроном из села Привольное — вооруженной силой Комитета связи, которая заняла город, а к вечеру арестовала офицеров. Эта точка зрения, по мнению Ольги Морозовой, является следствием сложившегося стереотипа о том, что советская власть устанавливается в результате вооружённого восстания. По мнению Морозовой, под переворотом могли подразумевать арест офицеров, который мог произойти и позже официальной даты установлении МСР.
В новообразованной МСР в середине мая на съезде советов был образован исполком, выпущено воззвание по земельному вопросу и объявлено о готовности МСР войти в состав советского Азербайджана, а с ним и в состав советской России. Председателем краевого совета стал Давид Чиркин, а его заместителем Ширали Ахундов.
После провала первомайской забастовки в Баку в Мугань начали прибывать бакинские большевики с большим количеством оружия, 9 млн рублей денег и революционной литературой. Большевики прибывали и из Астрахани вместе с посланными Кировым оружием, боеприпасами и деньгами. Среди астраханских большевиков был балтийский матрос Тимофей Отраднев, прибывший по поручению Ленина и ставшим политруком Мугани. Им были организованы Реввоенсовет и Военно-полевой штаб. Прибывшие большевики заняли главенствующие позиции во всех структурах управления, полностью вытеснив местных эсеров и меньшевиков. В военном плане МСР опирался прежде всего на 200 бывших солдат X и XI армий РККА, которые были переброшены из Баку под видом жителей Ленкорани, а в целом в состав вооруженных сил МСР входило до 5—6 тысяч человек.

### Противостояние МСР с беломуганцами и мусульманскими повстанцами (июнь—июль 1919 г.)

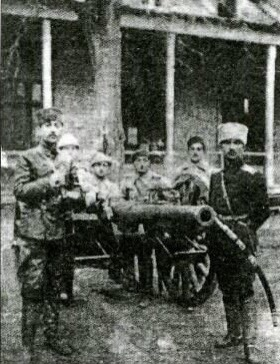
Азербайджанские солдаты из отряда Салимова в ходе Ленкоранской операции, август 1919 года

Астраханские большевики, по оценке Морозовой, всего за месяц испортили отношения как с муганскими русскими, так и с местными мусульманами. Морозова и Ермоленко связывают с красным террором и бесчинствами советских отрядов в аулах начавшееся в Астаре мусульманское восстание, на начальном этапе которого был уничтожен целый отряд большевиков. Добрынин пишет, что толчком к началу восстания стал рейд советских пограничников на стоянку командира вооруженной группы Усейна Рамазанова, в ходе которого погибло два его сына. 10 июня Рамазанов нанёс удар по большевистским силам в Астаре. К нему присоединился другой командир Усейн Алихан, который собирался выдать свою дочь за одного из погибших сыновей Рамазанова. Большевики, несмотря на подкрепление, не справились с партизанами и 17 июня отступили к Ленкорани. В конце июня из Баку под начальством азербайджанского особоуполномоченного Джавад-бека Мелик-Еганова прибыли регулярные азербайджанские отряды и присоединились к отряду Рамазанова, в результате чего большевики получили целый фронт в лице азербайджанцев и талышей между Ленкоранью и Астарой, который оттянул все силы большевиков. Поражения привели к сильной милитаризации в МСР. Власть была передана Реввоенсовету во главе с Тимофеем Отрадневым, были созданы многочисленные военные комитеты, начата мобилизация. Отрешённого от командования Ильяшевича сменил на посту командующего войсками называвший себя членом партии правых эсеров Орлов.
Между тем, отношения между ленкоранской властью и русскими Мугани оставались напряженными. Муганские части в ходе астаринских боев занимались, по словам бывшего красноармейца Шишкина, «безудержным» грабежом, а советская власть реквизировала награбленное. В результате муганские отряды оставили свои позиции в ходе боев за Арчиван и Пенсар. Исходя из рассказа Добрынина, боевые действия под Астарой заставили ленкоранских большевиков активизировать реквизиции, что испортило отношения с русскими крестьянами Мугани. Это происходило на фоне политического раскола в Ленкорани между большевиками и эсерами во главе с Сухоруковым. Русские крестьяне поддержали последних. Хошев стал агитировать местное русское население идти на Ленкорань, положить конец войне с «татарами» и изгнать пришлых большевиков. В одном из муганских сёл (по разным данным, в Астрахановке или Покровке) противники большевиков организовали съезд, на котором русские Мугани решили выступить против МСР. Поход возглавил сам Хошев. Целью похода, по некоторым данным, было освобождение полковника Ильяшевича, который вместе с другими офицерами был арестован в середине июня.
Муганский отряд, в который, согласно советскому трёхтомнику «История Азербайджана», входило до 5 тысяч человек, вступил с боями в Ленкорань 24 июня. За этим последовали переговоры в разделенном линией фронта городе. Большевики тянули время, надеясь на подход частей, снятых с астаринского фронта, в то время как Хошев не мог продолжить бой из-за отсутствия командиров и слабого боевого духа муганцев. Ситуация сдвинулась с мертвой точки, когда в 9 вечера 26 июня муганскими крестьянами был выдвинут ультиматум о сдаче большевиками власти и освобождении полковника Ильяшевича в течение 24 часов. Ультиматум не был выполнен, и утром 28 июня бой возобновился. У Большого базара и Ленкоранского маяка муганцы убили много бакинцев. В 9 утра у маяка погиб также Тимофей Отраднев, который вместе с Орловым возглавлял силы большевиков. Однако после взятия маяка Хошев дал приказ об отступлении, не желая допустить самовольного бегства муганцев — привыкшие к легким победам муганские русские были подавлены серьёзным сопротивлением большевиков, к которому они не были готовы.
После ленкоранского похода обе стороны считали, что потерпели поражение. Хошев был уверен о переходе русских сёл Мугани на сторону большевиков, а после попытки покушения на свою жизнь распустил свой отряд и пересёк иранскую границу. Жители муганских сёл, в свою очередь, обескураженные сопротивлением большевиков, к которому не были готовы, не знали, на что решиться. По истечении некоторого времени неопределённости часть русских сёл Мугани приняла сторону большевиков, и в регионе началась война, позже названная «войной между советскими и антисоветскими сёлами». Кроме идеологических разногласий, немаловажными причинами войны были жажда наживы и религиозные различия между сёлами, многие из которых представляли разные секты.
Однако и ленкоранские комиссары были уверены в своём поражении. У большевиков заканчивались патроны, а гибель Отраднева, центральной фигуры в МСР, ещё более подорвала их дух. В этих условиях было принято решение о сворачивании советской власти в Ленкорани и эвакуации комиссаров. Даже прибытие из Астрахани И. О. Коломийцева и М. С. Руманова-Асхабадского с несколькими тысячами патронов не повлияло на решение.
Кроме того, сжималось мусульманское кольцо вокруг большевиков. В полночь 17 июля местные партизанские отряды начали наступление на Ленкорань. Усейн Рамазанов ударил с юга, Шахверан с запада, а Гаджи Осман с востока. В боях были задействованы регулярные войска АДР. Под натиском со всех сторон большевики стали отступать, укрывшись частью в городской башне, частью на пароходе «Милютин» и других судах. Со своих позиций они обстреливали наступающие азербайджанские отряды, сравняв с землей Большой базар и множество зданий. В центре города против атакующих большевики выставили бронеавтомобиль. Бои в черте города несколько дней шли. Солдаты МСР, постепенно осознавая безвыходность положения, дезертировали, несмотря на призывы главнокомандующего Орлова сражаться.
О ситуации в рядах красноармейцев в момент ухода комиссаров:
«Спрыгнув с коня, я подошел к звонившему в тот момент полевому телефону и, взяв трубку, спросил откуда говорят.
— Из реввоенсовета. У телефона начальник артиллерии Жугаевич, — и, видимо, приняв меня за какого-то комиссара, он стал возмущенно ругаться. — Черт знает что такое! Самый решительный момент, а все начальство куда-то исчезло. Моя артиллерия будет вынуждена прекратить огонь, так как до сих пор ещё не прибыли снаряды. Татары уже несколько раз врывались в город и только броневикам едва удавалось сдерживать их атаки. Наши части уже бросают позиции и хотят отходить за город. Передайте Орлову, что его присутствие сейчас необходимо на фронте.»
На этом фоне и произошла эвакуация комиссаров. Точное время эвакуации неизвестно: согласно Морозовой, она произошло во второй половине июля. Сперва произошла эвакуация на остров Сара, где отмечались случаи самоубийства, а через несколько дней муганские коммунары в количестве 300 человек покинули остров на семи баркасах в разных направлениях. Многие в конце концов были пойманы белыми и расстреляны, среди них советский дипломат Коломийцев, бежавший из Баку после первомайской забастовки Канделаки, начальник гидроавиационной базы и член большинства муганских правительств Кропотов, эсер Сухоруков и т. д. Немногим группам ленкоранских большевиков удалось спастись.
Между тем, известия о боях в Ленкорани, по оценке Морозовой, сплотили русских крестьян. Авторитет Хошева, пошатнувшийся после неудачного похода на Ленкорань, стал восстанавливаться, и вокруг него собралось множество людей, по определению Морозовой, объединённых целью помочь Ленкорани, хотя одни поддерживали советскую власть, другие стремились свергнуть большевиков, а третьи не имели четких целей. Телефонограмма о бегстве комиссаров привела к тому, что муганцы устремились в Ленкорань. 24—25 июля ими были заняты не взятые мусульманами части Ленкорани, а 26 июля на съезде в Пришибе было принято решение о восстановлении белогвардейской власти.

### Установление азербайджанской власти в Мугани (август 1919 г.)
Новая белогвардейская власть унаследовала от МСР астаринский фронт и противостояние с местными азербайджанцами и талышами, а также регулярными частями АДР. Возглавивший Ленкорань освобожденный из тюрьмы полковник Ильяшевич начал переговоры с азербайджанской стороной, предложив азербайджанцам отойти за пределы русской Астары и оставить разрешение Муганского вопроса на Парижскую мирную конференцию. По мнению азербайджанского историка Мехмана Сулейманова, муганцы тянули время, надеясь на дипломатическую поддержку британцев, однако те поддержали права Азербайджана на Ленкоранский уезд и Мугань. Озадаченные муганцы, тем не менее, не собирались отдавать власть. По всему фронту продолжались перестрелки, а 10 августа муганцы начали решительное наступление на азербайджанские позиции, надеясь добиться каких-нибудь уступок. Однако муганцам не удалось прорвать азербайджанскую линию оборону, и проведенный на следующий день Всемуганский съезд объявил о признании азербайджанской власти.
Согласно договоренности, сдача власти проходила в несколько этапов и начиналась с отвода азербайджанских частей и партизан и муганских частей со своих позиций. 12 августа в Ленкорань вступила небольшая азербайджанская часть — как указывает М. Сулейманов, под ликование встречавшего её местного населения. В тот же день особоуполномоченный по управлению Ленкоранским уездом Джавад-бек Мелик-Еганов объявил в уезде военное положение. 13 августа, согласно договоренности, город перешел под азербайджанское управление. В Мугани и Ленкорани было сформировано Ленкоранское генерал-губернаторство во главе с Джавад-беком Мелик-Егановым.
Хотя муганцы были вынуждены сдаться, они продолжали располагать в регионе значительной военной силой во главе с опытными русскими офицерами. Даже в решении Всемуганского съезда 11 августа о признании азербайджанской власти говорилось о желании местного русского населения быть в составе России, и, согласно Мехману Сулейманову, муганцы, располагая такой силой, могли в любой момент поддержать Деникина и ударить по Азербайджану с тыла. Ввиду этого азербайджанское правительство с целью окончательного умиротворения края послало в Мугань со стороны Сальяна так называемый «Ленкоранский отряд», создание которого было начато ещё в начале июля для той же цели, но в условиях большевистской власти в Ленкорани.
Отряд, возглавляемый генералом Габиб-беком Салимовым, 14 августа выступил из Аджикабула в Сальян, а оттуда 17 августа направился в сторону Мугани. Военный министр Самед-бек Мехмандаров предписал Салимову реквизировать у муганцев любое оружие. Местное русское население сдавать оружие отказывалось, но азербайджанские части по дороге в Ленкорань одно за другим разоружали русские села, среди которых был и Пришиб. Генерал Салимов также уделял внимание порядку в Ленкоранском отряде — так, один солдат был повешен за разбойное нападение на русский фургон. 23 августа азербайджанские части вошли в Ленкорань, а русские отряды полковника Ильяшевича были разоружены без оказания сопротивления. После этого Ленкоранский отряд продолжил разоружение русских сёл: так, 26 августа был разоружен Билясувар, а 28 августа Астрахановка. После успешного завершения задания по разоружению Ленкоранский отряд вернулся 3 сентября в Аджикабул. Наряду с 22 пушками и 32 пулеметами, у русского муганского населения были реквизированы до 4 тысяч снарядов, три грузовых автомобиля, 209 служебных лошадей и большое количество различного военного оборудования. Кроме вышеперечисленного было реквизировано 517 берданок, 93 турецких винтовки, 382 охотничьих ружья, 36 штыков, 670 английских патронов, 12 454 патрона для берданки, 26 снарядов для полевых пушек, 3 снаряда для аэропланов, 15 сабель и 40 кинжалов и 289 единиц прочего оружия.

## Дальнейшие события
После Муганских событий южные уезды Бакинской губернии окончательно вошли в состав Азербайджана, однако ещё долго в регионе царила нестабильность. В первых числах января 1920 года гарнизонный адъютант Гашимов докладывал из Ленкорани в генштаб азербайджанской армии, что в Ленкоранском уезде и на Мугани ситуация спокойная, но «среди населения Мугани в связи с последними успехами большевиков наблюдается усиление большевистской организации, очагом которой являются села: Привольное, Григорьевка, Отрубинцы и др.». Гашимов рекомендовал разоружить сёла, избежавшие разоружения в ходе кампании Салимова в 1919 году.  В начале марта 1920 года особоуполномоченный по Ленкоранскому уезду Бахрам-хан Нахичеванский сообщал о сильной большевистской агитации, наличии крупных денежных средств у агитаторов и хорошего вооружения у подверженных агитации сёл; он считал необходимым немедленное усиление военного присутствия в регионе и разоружение пробольшевистских сёл.
28 апреля Азербайджанская Демократическая Республика пала в результате Бакинской операции. Через несколько дней советская власть установилась в Ленкорани и на Мугани; был образован Реввоенсовет. Вскоре (уже в конце мая) в Ленкоранском уезде сформировалась вооруженная оппозиция советской власти, вызванная, согласно Мехману Сулейманову, непониманием мусульманским населением советской политики, неуважением советской власти к местным традициям и обычаям и массовыми реквизициями под предлогом классовой борьбы. В регионе долгое время действовали мусульманские партизанские отряды, многие из которых возглавляли организаторы и лидеры Астаринского восстания в ходе Муганских событий — бывший турецкий капрал Юсуф Джамал-паша, Шахверан, Усейн Алихан и др. Параллельно появились вооруженные отряды на Северной Мугани, в Джевадском уезде. Вооруженное сопротивление, именуемое в источниках Ленкоранским восстанием, удалось подавить лишь в октябре 1921 года, однако, как указывает Мехман Сулейманов, недовольство советской властью в регионе царило ещё долгие годы.

## В культуре
- Фильм «Оазис в огне» (1978)
- Роман Гусейна Наджафова «Лодки уходят в шторм» (1987)

## Комментарии
1. ↑  Военный министр АДР[1].
2. ↑  Генерал, возглавлял операции по взятию Ленкорани осенью 1918 года[2] и летом 1919 года[3].
3. ↑  Генерал-губернатор Ленкоранского уезда[4]; согласно воспоминаниям офицера Добрынина, руководил «Астаринским фронтом» против большевиков, а затем белогвардейцев[5].
4. ↑  Сын азербайджанского миллионера и мецената Гаджи Зейналабдина Тагиева; руководил отрядом Дикой дивизии в Ленкорани[6], погиб там же[7].
5. ↑  Капрал турецкой армии Джамал-бек, которого из уважения именовали пашой. По словам большевика Садыхова, он объединял разбойничьи банды с Кораном в руках, организовав газават против русских в 1918 году[8].
6. ↑  Командующий параллельной ротой[9]; был одним из «пяти диктаторов»[2], руководил муганскими войсками во время Муганской управы и до прибытия астраханских большевиков при Муганской советской республике[10]; возглавил новую белогвардейскую власть после свержения МСР[11].
7. ↑  бывший полковник царской армии[12] и авантюрист[13], заменил Ильяшевича на посту командующего войсками МСР[13]; в мемуарах Добрынина называется полковником графом Орлом-Пасечным[13]; правый эсер[13], в апреле 1919 примкнул к большевикам; после падения МСР эвакуировался в РСФСР, участвовал в Бакинской операции; в последние годы работал в Министерстве лесного хозяйства СССР, умер в 1959 году[12].
8. ↑  Офицер-лётчик, дворянин, сын помещика Саратовской губернии, начальник военной гидроавиационной базы на острове Сара и член всех муганских правительств[4]; был пойман белыми в Каспийском море вместе с Сухоруковым и Шевкуновым и расстрелян[13].
9. ↑  Председатель Реввоенсовета, один из астраханских комиссаров; погиб в бою с муганцами[14].
10. ↑  Советский дипломат, пытался достичь перемирия между МСР и муганскими крестьянами; в 1919 г., после смерти Отраднева, возглавил оборону Ленкорани; эвакуировался вместе с Кропотовым, Сухоруковым и другими ленкоранскими комиссарами, расстрелян при невыясненных обстоятельствах[13].
11. ↑  Начальник штаба в Диктатуре Центрокаспия, затем был начальником штаба при Ильяшевиче; убит осенью 1918 года во время бунта в селе Привольное[15].
12. ↑  Из дворян
Вологодской губернии, окончил кадетский корпус в Тифлисе[16]; в 1918 году руководил обороной Билясувара и других приграничных сёл от набегов шахсеванов, руководил Ленкоранским походом муганцев в июне 1919 года[16]; после Муганских событий служил в деникинской армии[16], затем иммигрировал в Югославию; умер в США в 1978 году, в возрасте 80-и лет[17].
13. ↑  Уроженец Мугани; в 1917 году создал отряд, формально подчинявшийся Ильяшевичу; после разоружения солдатами Дикой Дивизии в 1918 году некоторое время был в Баку, по возвращении стал комендантом Ленкорани и возглавил заградотряд; был известен грабежом и насилием по отношению к азербайджанцам; расстрелян вместе с Кропотовым и Сухоруковым[13].
14. ↑  Кубанский казак, служил в войсках Бакинской коммуны, был переброшен в Мугань; был арестован вместе с остальными офицерами по приказу Орлова и расстрелян[13].
15. ↑  Командующий отрядом Баксовета; высадился в Мугани в середине апреля 1918 года для установления советской власти[18]. В дальнейшем участвовал в вечерах воспоминаний Института истории партии им. С. Шаумяна[19].
16. ↑  Уроженец села Привольное, командовал эскадроном, а затем отрядом; после установления власти АДР бежал в Иран и попал в руки одного из местных вождей; дальнейшая судьба неизвестна[13].
17. ↑  Командующий одной из параллельных рот[9], бывший командир 29-й Бакинской пограничной бригады[20].
18. ↑  Один из муганских полковников[21]; по-видимому, убит с остальными офицерами на острове Сара.
19. ↑  Офицерская кавалерийская школа. Полковник. 1918 в войсках Мугани, с дек. 1918 в Добровольческой армии и ВСЮР[22].
20. ↑  Талыш, командовал разбойничьим отрядом; летом 1919 года помогал большевикам оборонять Ленкорань от других талышских и шахсевенских отрядов[21]; погиб в 1920 году во время антисоветского мятежа[23].
21. ↑  Командующий разбойничьим отрядом; ранее подчинялся ханше Талышинской, передан ею в распоряжение Ленкоранского исполкома в 1918 году; погиб в 1920 году при невыясненных обстоятельствах[13].
22. ↑  Согласно советскому трёхтомнику "История Азербайджана" (стр.192)[25], в общей сложности 10 тыс. чел.
23. ↑  Согласно советскому трехтомнику "История Азербайджана"[25]
24. ↑  Добрынин, Василий Алексеевич, капитан 29-й пограничной бригады Корпуса пограничной стражи. Участник Муганских событий, друг и компаньон поручика Хошева. Автор воспоминаний о Муганских событиях под названием «Оборона Мугани — 1918–1919. Записки кавказского пограничника».  В эмиграции в США. Умер около 13 октября 1957 года в Рединге (Калифорния)[38].
25. ↑  Подробнее в следующем разделе
26. ↑  Саратиков Самуил Бежанович (Бажанович), в дальнейшем занимал руководящие должности в Харьковском губздравотделе, горздравотделе, окрисполкоме; был депутатом Харьковского горсовета; в 1933—1934 годах возглавлял горсовет в Сумах, после чего возвратился в Харьков, занял пост сначала заместителя, затем председателя горсовета. В августе 1935 года выведен из состава бюро горкома партии, а в октябре освобождён от должности; приговорён и расстрелян в 1938 году[53].
27. ↑  Мовсум Наджмеддин оглы Исрафилбеков (Кадырли) (1892—1941), выпускник медицинского факультета Киевского университета. После Февральской революции был одним из руководителей партии «Гуммет», входил в составы Бакинского и Городского районных комитетов РСДРП (б), являлся членом Исполкомом и председателем Иногородней комиссии Бакинского Совета. В марте 1918 года назначен Чрезвычайным комиссаров Ленкоранского, Сальянского и Шемахнского уездов. С июля 1918 года до советизации находился на различных ответственных должностях в РСФСР. В 1920 году вошел в состав Азревкома и ЦК АКП (б). В 1921—1922 годах нарком социального обеспечения, в 1922—1934 годах нарком здравоохранения Азербайджанской ССР[56].
28. ↑  Согласно воспоминаниям Добрынина, в прошлом сельский учитель в муганском селе Муравьёвка; левый эсер, бессменный член всех властных структур Мугани[61]; расстрелян белогвардейцами в Порт-Петровске[13].
29. ↑  Официальная дата в советской историографии — 24 апреля[63].
30. ↑  Родился в 1886 году в селении Рази-Гирданы Ленкоранского уезда. Окончил гимназию, с молодости участвовал в революционной борьбе. Состоял в Муганском совете. После падения МСР со своим товарищем Моисеем Бочарниковым преодолел Каспий и прибыл в Астрахань. После установления советской власти в 1920 году был назначен председателем Ленкоранского уездного исполкома[72].
31. ↑  Руманов-Асхабадский Михаил Семенович (1885-1957, умер в Москве) Один из организаторов рев. движения в Средней Азии, заведующий орготделом ЦК МОПР[83].
32. ↑  Родился в бедной крестьянской семье в Кутаисской губернии. В 1900 г. в поисках работы прибыл в Баку. В феврале 1918 года назначен политкомиссаром бронепоезда №1, участвовал в установлении власти Бакинской коммуны в регионе. Расстрелян в тридцатилетнем возрасте[86].
33. ↑  заменил Джавад-бека Мелика-Еганова на этой должности 10 ноября 1919 года[101]